# Fontecuberta (Lugo)
Fontecuberta (llamada oficialmente Santa Mariña de Fontecuberta) es una parroquia y una aldea española del municipio de Palas de Rey, en la provincia de Lugo, Galicia.

## Organización territorial
La parroquia está formada por siete entidades de población, constando seis de ellas en el nomenclátor del Instituto Nacional de Estadística español:
- Castro (O Castro)
- Coto (O Coto)
- Fontecuberta
- Moreira
- A Portela
- Santaballa
- Villaspesa (Vilaspesa)

## Demografía

### Parroquia
| Gráfica de evolución demográfica de Fontecuberta (parroquia) entre 2000 y 2021 |
|                                                                                |
| Datos según el nomenclátor publicado por el INE.                               |

### Aldea
| Gráfica de evolución demográfica de Fontecuberta (aldea) entre 2000 y 2021 |
|                                                                            |
| Datos según el nomenclátor publicado por el INE.                           |